# The Library of American Comics
The Library of American Comics (abrégé LoAC) est une maison d'édition américaine publiant des comic strips classiques et des livres sur l'histoire des comic books. Fondée en 2007 par Dean Mullaney (en) et Bruce Canwell, l'entreprise est une marque appartenant à IDW Publishing.

## Histoire
Dean Mullaney (en), futur fondateur de la maison d'édition, s'intéresse aux comics depuis sa jeunesse et, dans les années 1970, il devient un « letterhack (en) » : ses commentaires apparaissent régulièrement dans le courrier des lecteurs des comic books Marvel. Sa carrière dans le secteur démarre en 1977, lorsqu'il s'associe avec son frère Jan Mullaney ainsi que Don McGregor et Paul Gulacy pour lancer la maison d'édition Eclipse Comics, remarquée pour avoir publié le roman graphique Sabre (Eclipse Comics) (en). Après quelques années dans cette entreprise, Dean Mullaney quitte totalement le milieu des comics.
En 2006, alors qu'il envisage de revenir dans ce milieu, il lit un article de Bruce Canwell sur Sabre et il constate que ce rédacteur se souvient des lettres fréquentes de Mullaney au courrier des lecteurs. Tous deux entrent en contact et élaborent un projet entrepreneurial visant, notamment, à publier la collection intégrale des albums de Terry et les Pirates de Milton Caniff.
Leur société, The Library of American Comics, voit le jour en 2007 et commence la publication prévue, sous le titre The Complete Terry and the Pirates (en). Ce projet correspond aux aspirations de Mullaney : créer une collection entièrement consacrée aux comic strips classiques de la presse américaine.

## Publications
Les collections The Library of American Comics proposent, sous forme de séries, une version complète des comics classiques parus dans la presse américaine. Chaque série est accompagnée d'essais retraçant le contexte historique de création, à la fois dans la société de l'époque et au regard des autres comic strips.
En avril 2018, le catalogue de la maison d'édition comporte plus de 180 titres.

## Prix
Prix Eisner,
- 2008 – Best Archival Collection – The Complete Terry and the Pirates Vol. 1
- 2010 – Best Archival Collection – Bloom County: The Complete Library Vol. 1
- 2011 – Best Archival Collection – Archie Dailies Vol. 1
- 2014 – Best Archival Collection – Tarzan: The Complete Russ Manning Newspaper Strips Vol. 1
- 2014 – Best comics related book – Genius, Illustrated: The Life and Art of Alex Toth
- 2014 – Best publication design – Genius, Illustrated: The Life and Art of Alex Toth
- 2015 – Best comics related book – Genius, Animated: The Cartoon Art of Alex Toth

Prix Harvey
- 2012 – Best biographical, historical or journalistic presentation – Genius, Isolated: The Life and Art of Alex Toth